# (52384) Elenapanko
(52384) Elenapanko est un astéroïde de la ceinture principale, de la famille de Hungaria.

## Description
(52384) Elenapanko est un astéroïde de la ceinture principale, de la famille de Hungaria. Il présente une orbite caractérisée par un demi-grand axe de 1,85 UA, une excentricité de 0,10 et une inclinaison de 26,2° par rapport à l'écliptique.

## Compléments